# Pietrabruna
Pietrabruna est une commune italienne de moins de 1 000 habitants située dans la province d'Imperia, dans la région Ligurie, dans le nord-ouest de l'Italie.

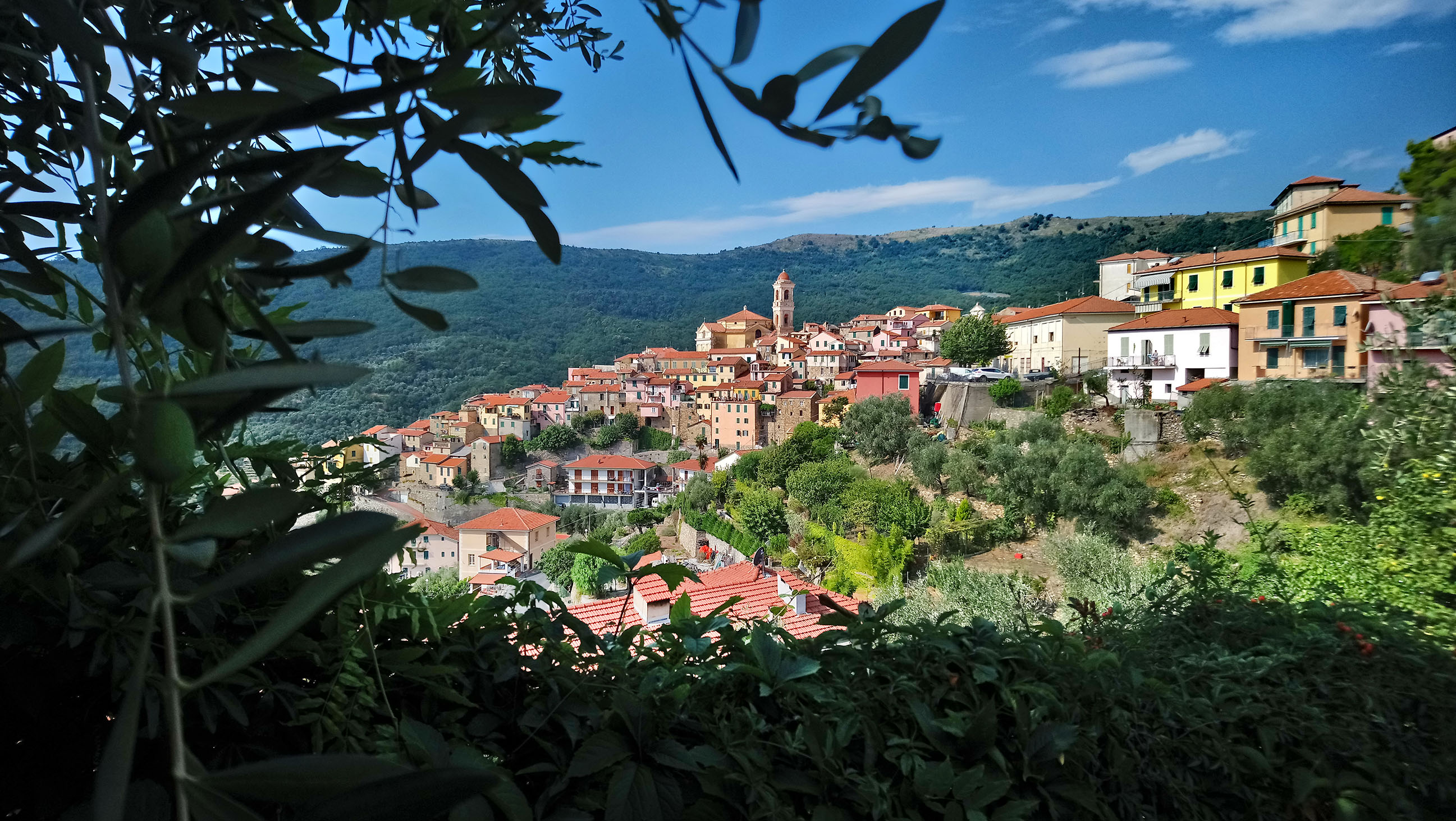
Vue sur Pietrabruna depuis la Viale John Fitzgerald Kennedy

## Administration
| Période                                  | Période | Identité | Étiquette | Qualité |
| ---------------------------------------- | ------- | -------- | --------- | ------- |
|                                          |         |          |           |         |
| Les données manquantes sont à compléter. |         |          |           |         |

### Communes limitrophes
Castellaro, Cipressa, Civezza, Dolcedo, Pompeiana, Taggia